# Rob Cohen
Robert Cohen (ur. 12 marca 1949 w Cornwall, w stanie Nowy Jork) – amerykański producent, reżyser, scenarzysta filmowy i aktor. Absolwent Uniwersytetu Harvarda.